# Resolution ES-10/24 der UN-Generalversammlung
Die Resolution A/RES/ES-10/24 der Generalversammlung der Vereinten Nationen ist eine Resolution der Zehnten Dringlichkeitssitzung der UN-Generalversammlung, die am 18. September 2024 mit 124 Ja-Stimmen, 14 Nein-Stimmen und 43 Enthaltungen angenommen wurde. 12 Staaten nahmen an der Abstimmung nicht teil.

## Inhalt
Die Resolution
- fordert von Israel den Rückzug aus den besetzten Palästinensergebieten innerhalb eines Jahres,
- kritisiert, dass Israel seine Verpflichtungen nach der Charta der Vereinten Nationen, dem Völkerrecht und den einschlägigen Resolutionen der Vereinten Nationen weiterhin vollkommen missachtet und dadurch den Frieden schwer gefährde,
- verlangt von allen Staaten, die Lage, die durch die rechtswidrige Präsenz Israels in dem besetzten palästinensischen Gebiet entstanden ist, nicht als rechtmäßig anzuerkennen, und keine Hilfsmaßnahmen zur Aufrechterhaltung der Lage zu leisten, die durch Israels illegale Präsenz im Gebiet geschaffen wurde,
- fordert von allen Staaten die Ergreifung von Maßnahmen, die die Einführung von Produkten aus den israelischen Siedlungen und die Bereitstellung oder den Transfer von Rüstungsgütern, Munition sowie der entsprechenden Ausrüstung an die Besatzungsmacht Israel einstellen, in allen Fällen, in denen hinreichende Gründe für die Annahme bestehen, dass sie im besetzten palästinensischen Gebiet eingesetzt werden könnten,
- fordert von allen Staaten die Verhängung von Sanktionen, darunter Reiseverbote und das Einfrieren von Vermögenswerten, gegen natürliche und juristische Personen, die an der Aufrechterhaltung Israels rechtswidriger Präsenz in dem besetzten palästinensischen Gebiet beteiligt sind, so auch im Hinblick auf die Gewalt seitens der Siedlerinnen und Siedler,
- und fordert die Einberufung einer Konferenz über Maßnahmen zur Durchsetzung des Vierten Genfer Abkommens zum Schutze von Zivilpersonen in Kriegszeiten innerhalb von einem halben Jahr.[2][3]

## Vorgeschichte
In den Leitlinien des Kabinetts Netanjahu VI, das am 29. Dezember 2022 vereidigt wurde, wird das besetzte Palästinensergebiet als Judäa und Samaria bezeichnet und als Teil Israels gesehen: „Das jüdische Volk hat ein alleiniges und unumstößliches Recht auf alle Teile des Landes Israel. Die Regierung wird die Besiedlung aller Teile Israels voranbringen und entwickeln – in Galiläa, in der Negev-Wüste, auf den Golanhöhen und in Judäa und Samaria (Westjordanland).“ Daraufhin beauftragte am 30. Dezember 2022 die UN-Generalversammlung mit der Resolution A/RES/77/247 (Israeli practices affecting the human rights of the Palestinian people in the Occupied Palestinian Territory, including East Jerusalem) den Internationalen Gerichtshof mit einem Gutachten zu den rechtlichen Folgen von Israels Besatzungspolitik.
Das Gutachten wurde am 19. Juli 2024 veröffentlicht. Es stellt fest, dass die israelische Besetzung der palästinensischen Gebiete illegal ist.
Mit der Resolution ES-10/24 zieht die UN-Generalversammlung die Konsequenzen, die sich aus diesem Gutachten ergeben.

## Reaktionen

### Israel
Vor der Abstimmung hatte der israelische Botschafter Danny Danon von einem „palästinensischen UN-Zirkus“ gesprochen. Die, die dazu beitrügen, heizten die Gewalt an und würden diejenigen ermutigen, die gegen Frieden sind. Die Resolution verzerre das „fehlerhafte“ Gutachten des Internationalen Gerichtshofs, ersetze Realität durch Fiktion und ignoriere völlig sowohl den Terroranschlag der Hamas vom 7. Oktober 2023 als auch die legitimen Sicherheitsbedenken Israels.  Die Resolution sei „diplomatischer Terrorismus“.

### Palästina
Der palästinensische Botschafter Riyad Mansour hatte an die Mitgliedstaaten appelliert: "Bitte stellen Sie sich auf die richtige Seite der Geschichte, mit internationalem Recht, mit Freiheit, mit Frieden. Die Alternative ist das, was Sie jeden Tag auf Ihren Fernsehbildschirmen sehen und was das palästinensische Volk bei lebendigem Leib ertragen muss".
Palästinenserpräsident Mahmud Abbas lobte die Staaten, die für den Rückzug Israels aus den besetzten Palästinensergebieten gestimmt haben. Sie stünden dem palästinensischen Volk bei der Erlangung seiner Rechte zur Seite. Er forderte Maßnahmen dafür, Israel zur Umsetzung der Resolution zu verpflichten.

### USA
Die USA stimmte gegen die Resolution. Linda Thomas-Greenfield, die Botschafterin der USA, sagte dazu, dass ihr Land mit Nachdruck an der Unterstützung eines umfassenden Friedensabkommens gearbeitet habe, um den Israel-Palästina-Konflikt dauerhaft beizulegen. Es gäbe keinen anderen Weg, der sowohl Israels Sicherheit und Zukunft garantiere, als auch sicherstelle, dass die Palästinenser in Frieden und Würde in ihrem eigenen Staat leben können. Im Einklang mit dieser Position habe man sich lange einseitigen Maßnahmen widersetzt, die die Aussicht auf eine Zweistaatenlösung untergraben hätten, wie die Ausweitung der israelischen Siedlungen im Westjordanland sowie die heutige Resolution der Palästinensischen Delegation. Das israelische Siedlungsprogramm stehe im Widerspruch zum internationalen Recht und die Ausweitung schade nur Israels Sicherheit. Die USA erkenne die wichtige Rolle des Internationalen Gerichtshofs bei der friedlichen Beilegung von Streitigkeiten und der Beratung der Generalversammlung an. Jedoch wird durch die Annahme einer einseitigen Resolution, die selektiv die Auffassung des internationalen Gerichtshofs interpretiert, nicht das befördert, was von allen gewünscht wird – Fortschritt in Richtung zweier Staaten, die in Frieden Seite an Seite leben.

### Europa
Frankreich, Portugal, Malta, Belgien, Spanien und Norwegen stimmten der Resolution zu. Deutschland, Österreich, die Schweiz und Liechtenstein, Schweden, Italien und die Niederlande enthielten sich, während Tschechien und Ungarn gegen die Resolution stimmten.